# Episodi de I ragazzi del computer
La prima e unica stagione della serie televisiva I ragazzi del computer è stata trasmessa dal network statunitense CBS dal 5 ottobre 1983 al 2 giugno 1984.
In Italia è stata trasmessa dal 1985 al 1990 su Italia 1 ad eccezione dell'episodio 11 rimasto inedito.
| nº | Titolo originale               | Titolo italiano                  | Prima TV USA     | Prima TV Italia |
| -- | ------------------------------ | -------------------------------- | ---------------- | --------------- |
| 1  | Programmed for Murder          | Programmati per uccidere         | 5 ottobre 1983   |                 |
| 2  | Fatal Error                    | Evasione computerizzata          | 19 ottobre 1983  |                 |
| 3  | Deadly Access                  | Chiave di accesso                | 26 ottobre 1983  |                 |
| 4  | Candidate for Murder           | Un senatore non troppo onorevole | 2 novembre 1983  |                 |
| 5  | A Chip Off the Old Block       | Come War Games                   | 9 novembre 1983  |                 |
| 6  | Airwave Anarchy                | Anarchia nell'etere              | 16 novembre 1983 |                 |
| 7  | Return of the Big Rocker       | Il mistero di un grande rocker   | 23 novembre 1983 |                 |
| 8  | The Wrong Mr. Wright           | Appuntamento galante             | 30 novembre 1983 |                 |
| 9  | Red Star Rising                | La spia nel cielo                | 21 dicembre 1983 |                 |
| 10 | The Network                    | Un affare di stato               | 7 gennaio 1984   |                 |
| 11 | Watch Out!                     | Uno spettacolo rischioso         | 14 gennaio 1984  | inedito         |
| 12 | Amen to Amen-Re                | Lo specchio della morte          | 28 gennaio 1984  |                 |
| 13 | Maid in the USA                | Agenzia di collocamento          | 4 febbraio 1984  |                 |
| 14 | The Lollypop Gang Strikes Back | La banda Lollypop                | 25 febbraio 1984 |                 |
| 15 | The Sufi Project               | Progetto Sufi                    | 17 marzo 1984    |                 |
| 16 | Father's Day                   | Un padre segreto                 | 21 aprile 1984   |                 |
| 17 | Altaira                        | Una scelta difficile             | 28 aprile 1984   |                 |
| 18 | May I Take Your Order Please?  | Il tesoro di Re Isin             | 2 giugno 1984    |                 |

## Programmati per uccidere
- Titolo originale: Programmed for Murder
- Diretto da: Corey Allen
- Scritto da: Philip DeGuere e Bob Shayne

### Trama
I nostri amici scoprono uno scheletro sospetto su un terreno in cui sono andati a fare un giro in bicicletta.

## Evasione computerizzata
- Titolo originale: Fatal Error
- Diretto da: Corey Allen
- Scritto da: Tom Sawyer

### Trama
I ragazzi aiutano inconsapevolmente un programmatore incarcerato a fuggire di prigione.

## Chiave di accesso
- Titolo originale: Deadly Access
- Diretto da: Corey Allen
- Scritto da: James Crocker

### Trama
Mentre stanno testando la sicurezza di un computer di un'azienda chimica i quattro amici scoprono un progetto segreto.
come special appearance partecipa  AJ (Jameson Parker) il fratello minore dei "SIMON&SIMON"

## Un senatore non troppo onorevole
- Titolo originale: Candidate for Murder
- Diretto da: Bernard L. Kowalski
- Scritto da: Bob Shayne

### Trama
I nostri amici elaborano al computer una foto per rivelare che un candidato governatore è in realtà un truffatore in fuga.

## Come War Games
- Titolo originale: A Chip Off the Old Block
- Diretto da: Vincent McEveety
- Scritto da: Philip DeGuere

### Trama
I ragazzi scoprono che uno studente è stato accusato da un funzionario di banca di appropriazione indebita.

## Anarchia nell'etere
- Titolo originale: Airwave Anarchy
- Diretto da: James Sheldon
- Scritto da: Joe Gannon

### Trama
I protagonisti investigano su un computer della polizia che è stato manomesso per non rispondere agli allarmi per rapina.

## Il mistero di un grande rocker
- Titolo originale: Return of the Big Rocker
- Diretto da: Barry Crane
- Scritto da: Paul Magistretti

### Trama
I nostri eroi si imbattono nei piani di un'etichetta discografica che vuole pubblicare dei falsi dischi di un presunto cantante morto.

## Appuntamento galante
- Titolo originale: The Wrong Mr. Wright
- Diretto da: Michael Hamilton
- Scritto da: Phil Combest, Arthur Weingarten e Bob Shayne

### Trama
Per investigare su un presunto suicidio, la mamma di Richie viene fatta assumere da un'azienda di elaborazione dati computerizzati.

## La spia nel cielo
- Titolo originale: Red Star Rising
- Diretto da: John Newland
- Scritto da: Andy Guerdat, Steve Kreinberg, Joe Gannon, Andy Guerdat e Steve Kreinberg

### Trama
RALF inizia a non funzionare più correttamente in concomitanza con l'installazione di una vicina parabola satellitare.

## Un affare di stato
- Titolo originale: The Network
- Diretto da: Hollingsworth Morse
- Scritto da: James Crocker e Philip DeGuere

### Trama
Per i nostri amici iniziano i guai dopo che per sbaglio hanno violato dei dati della National Security Agency.

## Uno spettacolo rischioso[1]
- Titolo originale: Watch Out!
- Diretto da: Dennis Donnelly
- Scritto da: James Crocker

### Trama
I ragazzi sono chiamati da un avvocato dei consumatori che afferma che il suo programma televisivo è stato boicottato.

## Lo specchio della morte
- Titolo originale: Amen to Amen-Re
- Diretto da: Alf Kjellin
- Scritto da: Paul Magistretti

### Trama
Farley inizia a comportarsi in modo strano, forse a causa di un'antica maledizione egizia.

## Agenzia di collocamento
- Titolo originale: Maid in the USA
- Diretto da: Max Gail
- Scritto da: James Crocker

### Trama
La casa di Richie pare spiata, e questo da quando è stata assunta una nuova domestica.

## La banda Lollypop
- Titolo originale: The Lollypop Gang Strikes Back
- Diretto da: Max Gail
- Scritto da: James Crocker

### Trama
I nostri amici devono aiutare a smascherare una banda di anziani che saccheggia piccoli negozi.

## Progetto Sufi
- Titolo originale: The Sufi Project
- Diretto da: Georg Fenady
- Scritto da: Don Boudry, Philip DeGuere e James Crocker

### Trama
Richie e i suoi amici indagano sulla scomparsa di un biologo marino.

## Un padre segreto
- Titolo originale: Father's Day
- Diretto da: Hollingsworth Morse
- Scritto da: Craig Buck

### Trama
I nostri amici entrano in azione quando scoprono che il nuovo fidanzato di Alice è ricercato da un agente del KGB.

## Una scelta difficile
- Titolo originale: Altaira
- Diretto da: Georg Fenady
- Scritto da: Lynn Barker e Jill Gordon

### Trama
Gli amici di Richie credono che la sua nuova fidanzata non sia la persona che cerca di apparire.

## Il tesoro di Re Isin
- Titolo originale: May I Take Your Order Please?
- Diretto da: Lawrence Levy
- Scritto da: Tim Maschler

### Trama
Alice rivela ai suoi amici di aver sentito due persone pianificare un omicidio ma loro non le credono.